# 霍赫泰利山
45°59′20″N 7°48′09″E / 45.988874°N 7.802367°E

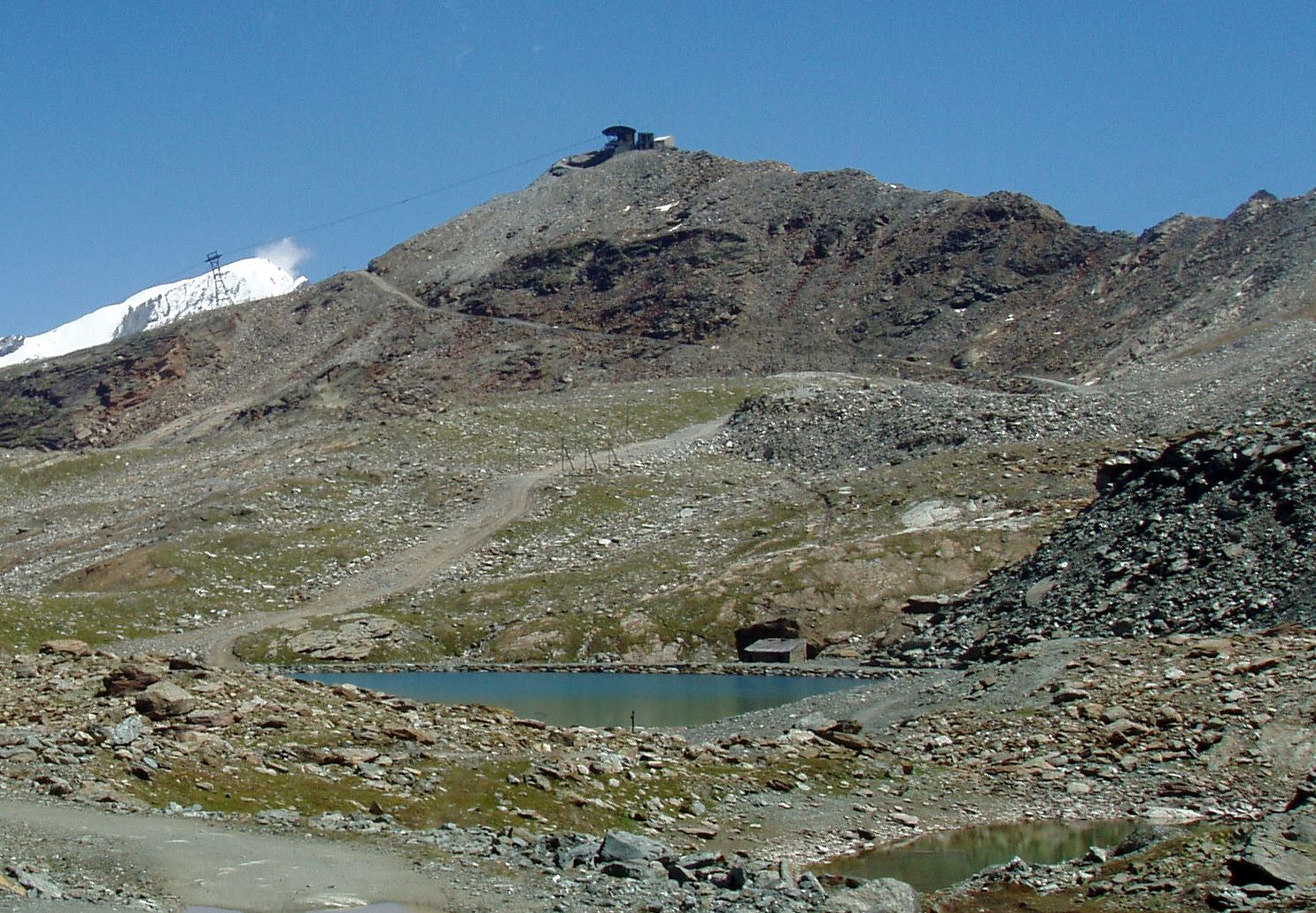

霍赫泰利山（Hohtälli），是瑞士的山峰，位於該國西南部，由瓦萊州負責管轄，屬於本寧阿爾卑斯山脈的一部分，距離施托克山1公里，海拔高度3,273米。